# Денис Шмигаљ
Денис Анатолијович Шмигаљ (укр. Денис Анатолійович Шмигаль; рођен 15. октобра 1975.) је украјински предузетник и политичар. Дана 4. марта 2020. године постављен је за премијера Украјине.

## Биографија
Године 1997. је дипломирао на Лавовском политехничком институту. Има титулу мастер економских наука (2003).
Шмигаљ је радио као шеф одељења за економију у Лавовској регионалној државној управи.
Такође, радио је у Министарству за приходе и порезе.
Радио је као потпредседник дистрибутера замрзнуте робе ТВК Лавовхолод са седиштем у Лавову од 2015. до 2017. године.
Од 2018. до 2019. године Шмигаљ је био директор Бурстин ТЕС-а који је највећи произвођач електричне енергије у Ивано-Франковску и део је холдинга Рината Ахметова.
Од 1. августа 2019. године, па све до свог министарског именовања, Шмигаљ је био гувернер Ивано-Франковске области.
Дана 4. фебруара 2020. године постављен је за министра за регионални развој.
Шмигаљ је заменио Олексеја Гончарука на месту премијера Украјине у марту 2020.